# Ethidimuron
Ethidimuron ist ein Pflanzenschutzwirkstoff aus der Gruppe der Herbizide, der zur Bekämpfung von Unkräutern eingesetzt wurde.

## Geschichte
Der Wirkstoff Ethidimuron wurde erstmals 1975 für die Unkrautbekämpfung zugelassen. Bereits 1988 wurde der Einsatz in Wasserschutzgebieten untersagt. Schließlich folgte im Jahr 1990 das Zulassungsverbot von Ethidimuron.
2011 wurden Verunreinigungen des Grundwassers durch Ethidimuron festgestellt.

## Synthese
Die Synthese von Ethidimuron ist in der folgenden Reaktionssequenz dargestellt:

## Handelsname
Ein Pflanzenschutzmittel mit dem Wirkstoff Ethidimuron wurde unter dem Handelsnamen Ustilan vermarktet.